# José de Sigüenza
José de Sigüenza (Sigüenza, 1544 – San Lorenzo de El Escorial, 22 maggio 1606) è stato uno storico, poeta e teologo spagnolo.

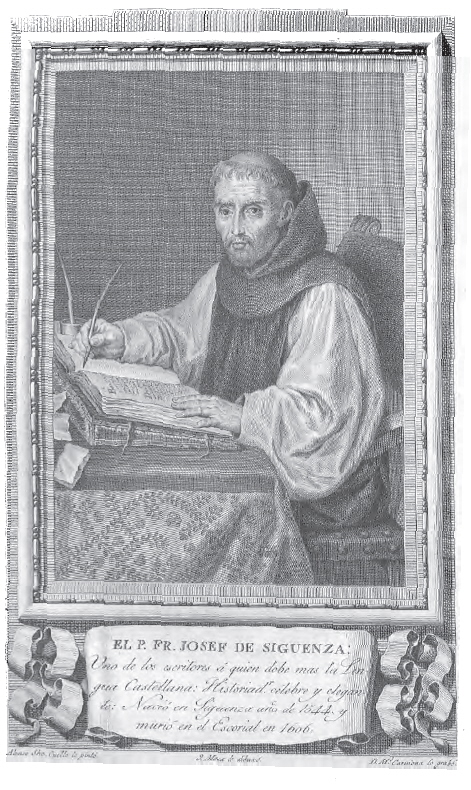
José de Sigüenza.

Monaco dell'Ordine di San Gerolamo, de Sigüenza fu il priore del Monastero dell'Escorial, dove lavorò come storico e libraio. È conosciuto per i suoi lavori sulla storia della Chiesa, in particolare la sua Storia dell'Ordine di San Gerolamo, che narra della costruzione dell'Escorial.